# Papa Clemente VII
Clemente VII, in latino Clemens PP. VII, nato Giulio Zanobi di Giuliano de' Medici (Firenze, 26 maggio 1478 – Roma, 25 settembre 1534), esponente della famiglia fiorentina dei Medici, fu il 219º papa della Chiesa cattolica dal 1523 fino alla sua morte.

## Biografia

### Formazione

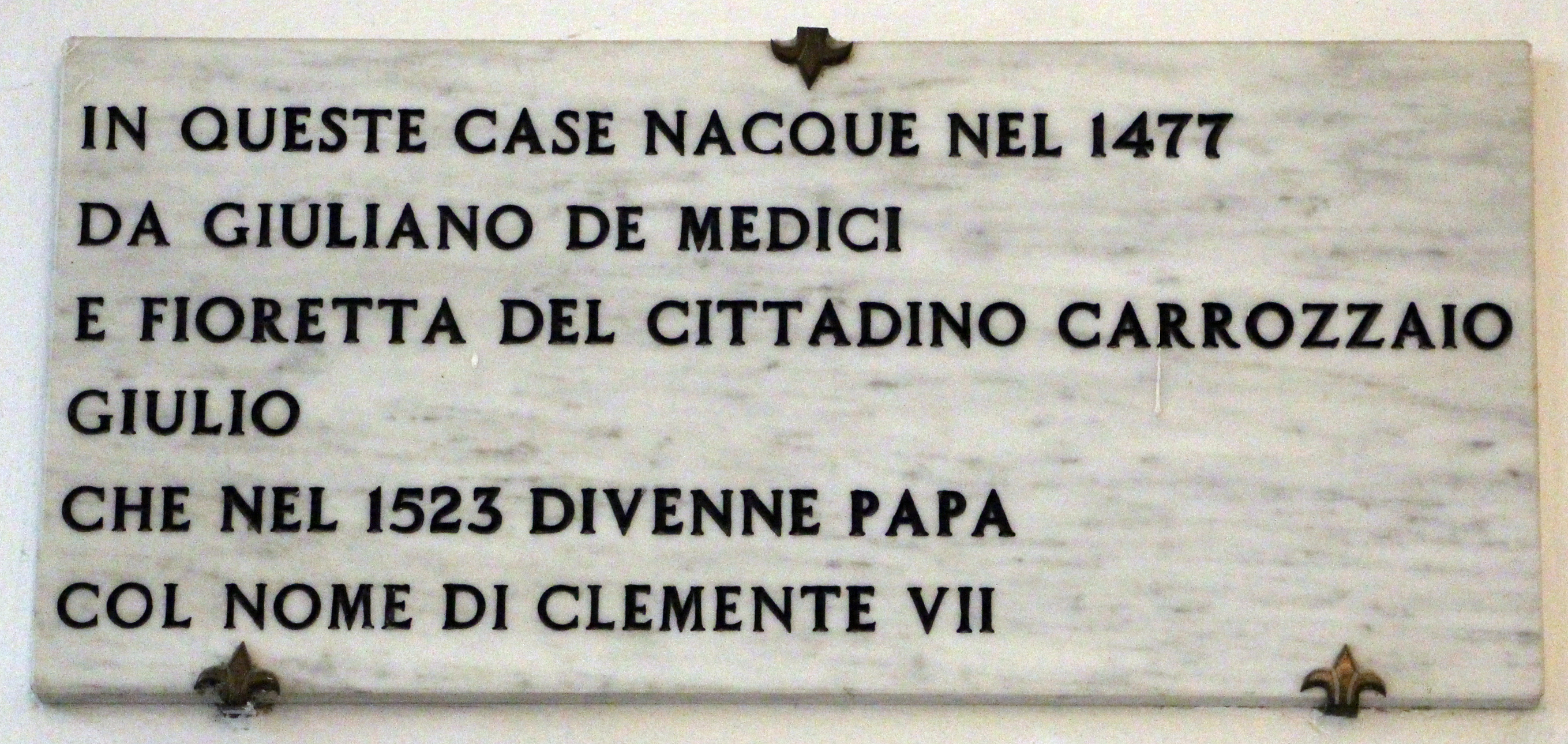
Una targa in un edificio di Borgo Pinti a Firenze che ricorda la nascita di Giulio (la data di nascita è inesatta)

Giulio era figlio naturale, poi legittimato, di Giuliano de' Medici (signore di Firenze), ucciso nella Congiura dei Pazzi un mese prima della sua nascita, e di una certa Fioretta, forse figlia di Antonio Gorini.
Da giovane fu affidato, dallo zio Lorenzo il Magnifico, alle cure di Antonio da Sangallo. Dopo poco tempo, però, lo zio lo prese direttamente sotto la sua protezione.
Nel 1495, a causa delle sollevazioni popolari contro il cugino Piero, Giulio de' Medici scappò da Firenze per rifugiarsi prima a Bologna, poi a Pitigliano, Città di Castello e Roma, dove visse per molto tempo ospite del cugino cardinale Giovanni, il futuro papa Leone X.

### Arcivescovo di Firenze
Il 9 maggio 1513 fu nominato arcivescovo di Firenze dal cugino papa Leone X, che aveva ripreso la città sconfiggendo le truppe francesi alleate dei repubblicani fiorentini. Il 14 agosto dello stesso anno Giulio fece il suo ingresso a Firenze. Alla morte del nipote Lorenzo de' Medici (duca di Urbino), divenne anche signore della città; sia come arcivescovo sia come governatore. Si dimostrò un abile uomo di governo. Pur ricevendo spesso incarichi e missioni diplomatiche per conto del Papa non trascurò mai la sua arcidiocesi e con la collaborazione del suo vicario generale Pietro Andrea Gammaro volle conoscere, attraverso i singoli inventari, la situazione di tutte le chiese sotto la sua giurisdizione. Nel 1517 tenne un sinodo di tutto il clero diocesano.
Sventò una congiura tramata contro di lui e fu inflessibile contro i suoi nemici (1522).

### Al servizio di Leone X e di Adriano VI

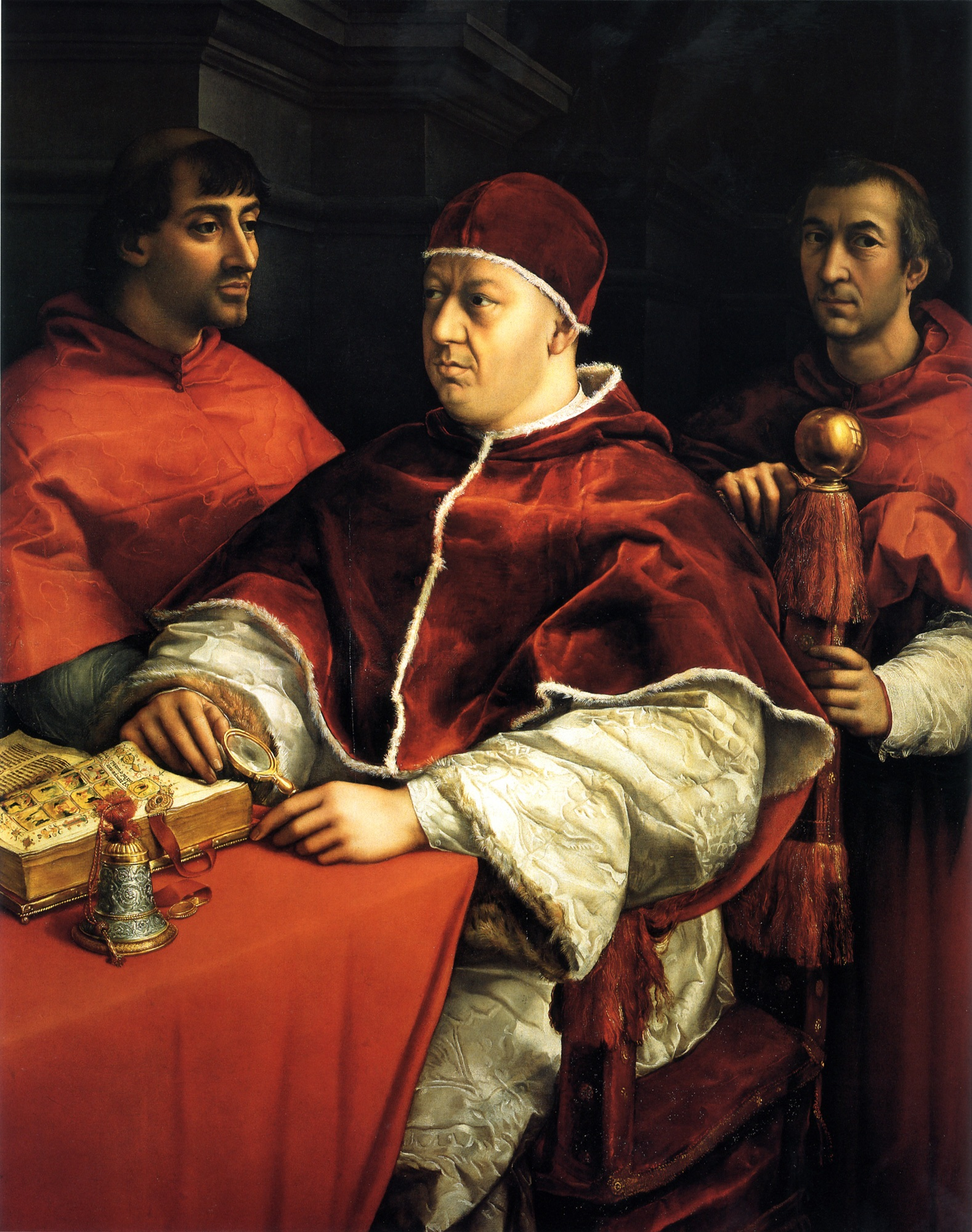
Il cardinale Giulio de' Medici (a sinistra) con Leone X (al centro) e il cardinale Luigi de' Rossi (a destra) ritratti da Raffaello Sanzio

Nel 1513, con l'elezione di Leone X, Giulio ebbe la concessione dell'arcidiocesi di Firenze. Il 29 settembre dello stesso anno, dopo una serie di procedure e l'ottenimento delle dispense necessarie a superare lo scoglio della sua nascita illegittima, Giulio fu creato cardinale diacono del titolo di Santa Maria in Domnica.
Dopo questa nomina cominciò la sua ascesa, caratterizzata da una grande ricchezza di benefici ecclesiastici e da un ruolo molto delicato all'interno della politica pontificia. Tra le sue azioni è da ricordare il tentativo di costituire un'alleanza con l'Inghilterra per aiutare Leone X a contrastare le mire egemoniche di Francia e Spagna; per questo motivo fu nominato cardinale protettore d'Inghilterra. La caratteristica principale della politica di questo periodo fu la ricerca di un equilibrio tra i principi cristiani e l'indizione del Concilio Lateranense V (1512-1517), durante il quale Giulio si interessò di lotta contro le eresie. Da cardinale diacono nel frattempo fu dichiarato cardinale presbitero con il titolo di San Clemente (26 giugno 1517) e poi di San Lorenzo in Damaso.
Il 9 marzo 1517 fu nominato vicecancelliere di Santa Romana Chiesa, incarico che gli diede modo di mettere alla prova le sue qualità diplomatiche. Nel delicato incarico mostrò un contegno serio in confronto a quello mondano e dissoluto del cugino. Mentre cercava di organizzare una crociata contro i turchi, che Leone X reputava assolutamente necessaria, dovette risolvere due problemi: la protesta di Martin Lutero e la successione dell'Impero che, dopo Massimiliano I, toccò al nipote Carlo, già re di Spagna. Nel 1520, nella veste di arcivescovo di Firenze, sostenne le trattative per la creazione della diocesi di Sansepolcro, che venne eretta da papa Leone X il 17 settembre. Nel corso del 1521 la situazione di Firenze (di cui era Governatore cittadino) lo tenne lontano per molti mesi da Roma, ma l'improvvisa morte del papa, avvenuta alla fine dello stesso anno, lo costrinse a tornare a Roma per partecipare al conclave. Fu eletto Adriano VI, di cui aveva sostenuto la candidatura per ottenere l'appoggio di Carlo V. L'anno successivo fu vittima di una congiura, senza conseguenze, ordita dai repubblicani fiorentini.
Il 3 agosto 1523 l'opera diplomatica di Giulio giunse alla conclusione: venne ratificata l'alleanza tra il papato e Carlo V. Poco dopo, nel settembre 1523 morì Adriano VI e Giulio, con l'appoggio dell'imperatore, dopo un difficile conclave che si protrasse per 50 giorni, fu eletto al soglio di Pietro.

### Il conclave del 1523
Giulio de' Medici fu eletto papa il 19 novembre 1523 nel Palazzo Apostolico. Al conclave, che si aprì il 1º ottobre, parteciparono 32 cardinali. Dopo l'elezione il de' Medici assunse il nome pontificale di Clemente VII. Fu incoronato il 26 novembre successivo.

Eletto a soli 45 anni, dopo di lui nessun pontefice salì al Soglio di Pietro a un'età più giovane.

## Il pontificato

### Governo della Chiesa

#### Relazioni con la chiesa tedesca

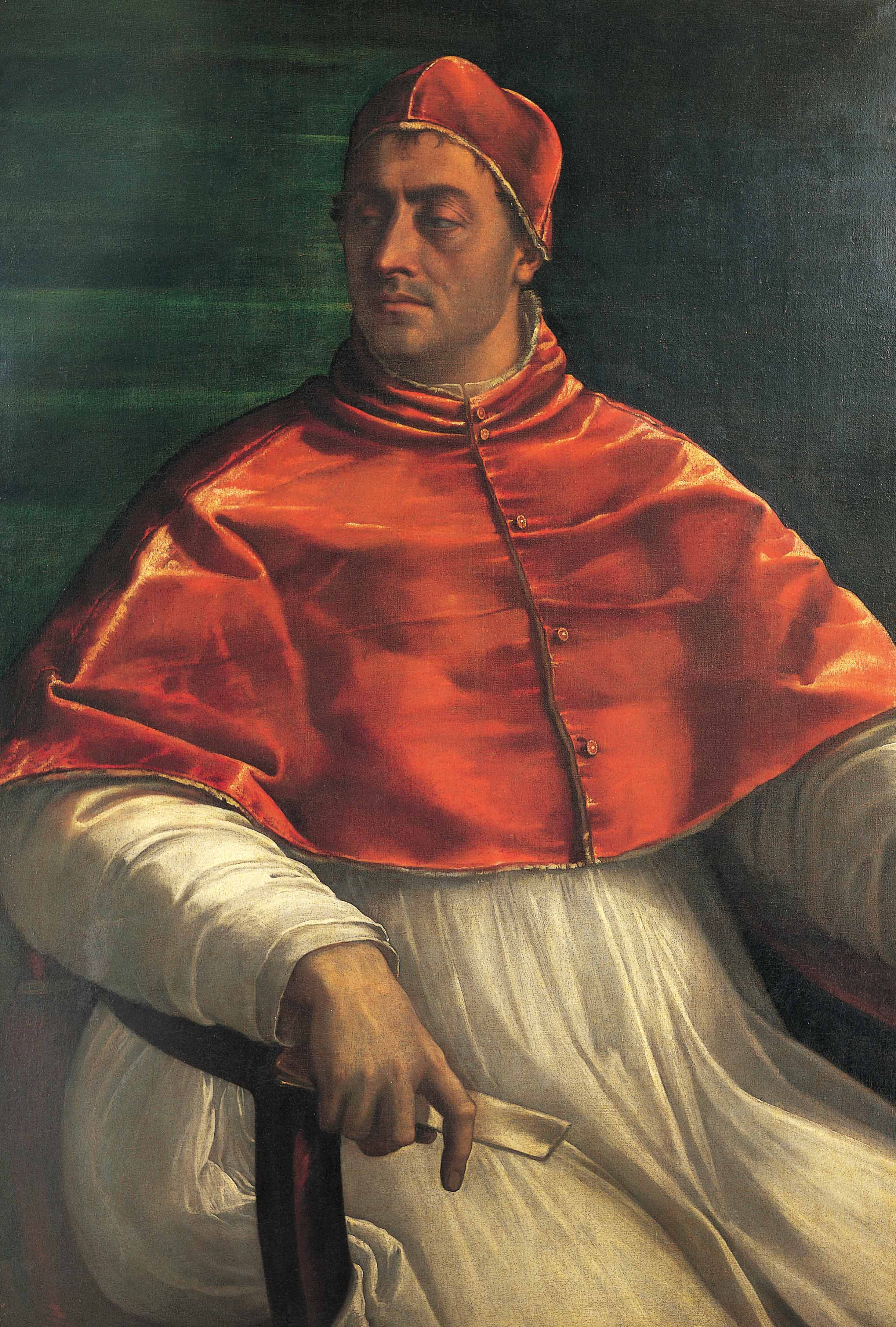
Sebastiano del Piombo, Ritratto di Clemente VII (1526 ca., Museo di Capodimonte)

Nonostante la scomunica inflitta a Martin Lutero da papa Leone X nel 1521, la Riforma si andava espandendo sempre più in Germania. Nella seconda dieta di Norimberga, del febbraio 1524, gli stati tedeschi ratificarono l'editto di Worms come legge dell'Impero, promettendo, però, al legato pontificio, cardinale Lorenzo Campeggi, di attuarlo soltanto "nei limiti del possibile"; chiesero inoltre la convocazione un concilio nazionale proponendo che si tenesse a Spira nello stesso anno. Sia il papa sia l'imperatore rifiutarono la proposta.

#### Lo scisma anglicano
Clemente VII fu talmente attento alla politica italiana ed europea che trascurò e sottovalutò il movimento protestante, in special modo quello inglese. Re
Enrico VIII d'Inghilterra non aveva un erede maschio (la sua unica figlia era la principessa Maria) e di questo incolpava la moglie Caterina d'Aragona. Dopo numerose relazioni con altrettante dame di corte, si innamorò di Anna Bolena, una delle più belle signore del tempo. Enrico cominciò a cercare il modo di annullare il suo matrimonio con Caterina. Sostenne che l'assenza di eredi maschi derivasse dal fatto che, avendo sposato la vedova di suo fratello, aveva compiuto un atto non gradito a Dio. Il matrimonio con Caterina era stato celebrato con una dispensa speciale di papa Giulio II; il re sosteneva che questa dispensa non era valida e che quindi non lo fosse il matrimonio stesso. Nel 1527 Enrico VIII chiese a Clemente VII di annullare il matrimonio. Il papa rifiutò. Infatti, secondo il diritto canonico, il pontefice non poteva annullare il matrimonio a causa di un ostacolo canonico precedentemente tolto. In realtà, il rifiuto del papa aveva motivazioni prettamente politiche: Caterina d'Aragona, infatti, era imparentata con Carlo V d'Asburgo.
Noncurante del divieto pontificio, nel gennaio del 1533 Enrico VIII sposò Anna Bolena e nel maggio dello stesso anno il precedente matrimonio con Caterina d'Aragona fu dichiarato ufficialmente nullo dall'Arcivescovo di Canterbury. Dopo alcuni mesi, il 7 settembre 1533 Anna partorì ma non diede il desiderato figlio maschio ad Enrico: nacque Elisabetta. Enrico comunque venne scomunicato e il papa continuò a ritenere legittimo il solo matrimonio con Caterina. Un anno dopo Enrico VIII promulgò l'Atto di Supremazia, votato dal Parlamento il 3 novembre 1534: l'Atto dichiarava il Re supremo e unico Capo della Chiesa d'Inghilterra, attribuendosi quel potere spirituale che fino a quella data era stato appannaggio esclusivo del pontefice. Tommaso Moro, grande umanista ed esperto giurista, rifiutò di accettare dietro giuramento il provvedimento e di riconoscere il nuovo matrimonio del re con il relativo ordine di successione al trono. Fu considerato reo di alto tradimento e punito con la morte.
Lo scisma era ormai compiuto. Tutti i pagamenti che prima erano versati al papa ora venivano versati alla corona; il Parlamento escluse la principessa Maria dalla successione al trono in favore della figlia di Anna Bolena, nella speranza di un futuro erede maschio. La Bibbia venne tradotta in inglese; ai sacerdoti fu permesso di sposarsi e le reliquie dei santi vennero ridotte in pezzi.

#### Altre decisioni
Il 17 dicembre 1524, con la bolla Inter sollicitudines et coram nobis, Clemente VII indisse per l'anno seguente un giubileo. Il papa aprì personalmente la Porta Santa. Ma l'affluenza dei pellegrini fu scarsa a causa delle guerre, del timore dell'avanzata turca e della rivolta dei contadini in Germania. Inoltre, nell'agosto del 1525 si ebbe una nuova epidemia di peste.
Nel 1528 il pontefice approvò l'Ordine dei frati minori cappuccini e, nel 1530, approvò i Chierici regolari di San Paolo (detti "Barnabiti").

### Relazioni con i monarchi cristiani

#### La Seconda Lega Santa
Una delle prime iniziative del nuovo papa fu quella di perorare la causa della pace tra i regnanti cristiani. Lo scopo ultimo di Clemente VII era fare in modo che i re cristiani si alleassero tra loro in una vasta coalizione contro il sultano turco Solimano, che stava invadendo l'Europa balcanica. Cercò così di concordare una tregua tra il re di Francia, Francesco I, e l'imperatore Carlo V d'Asburgo, in guerra tra loro dal 1521 (questa mossa fu causata anche dalla preoccupazione per la sua Firenze). Tra le due potenze europee, fino al 1525 il pontefice si schierò con la Francia, che nell'ottobre del 1524 aveva conquistato il Ducato di Milano. Clemente VII costituì un'alleanza con il re di Francia e la Repubblica di Venezia (tra la fine del 1524 e il 1525) contro Carlo V. Ma quando la Francia fu sconfitta dall'esercito imperiale nella battaglia di Pavia, il papa di nuovo si rivolse a Carlo V, indotto a questa scelta dal tedesco Niccolò Schomberg, arcivescovo di Capua.
Clemente VII effettuò un altro cambiamento di fronte politico nel maggio 1526, quando creò una Lega Santa contro l'imperatore (Lega di Cognac o Seconda Lega Santa). Gli incontri preparatori con il re francese furono gestiti dal datario apostolico, Gian Matteo Giberti.

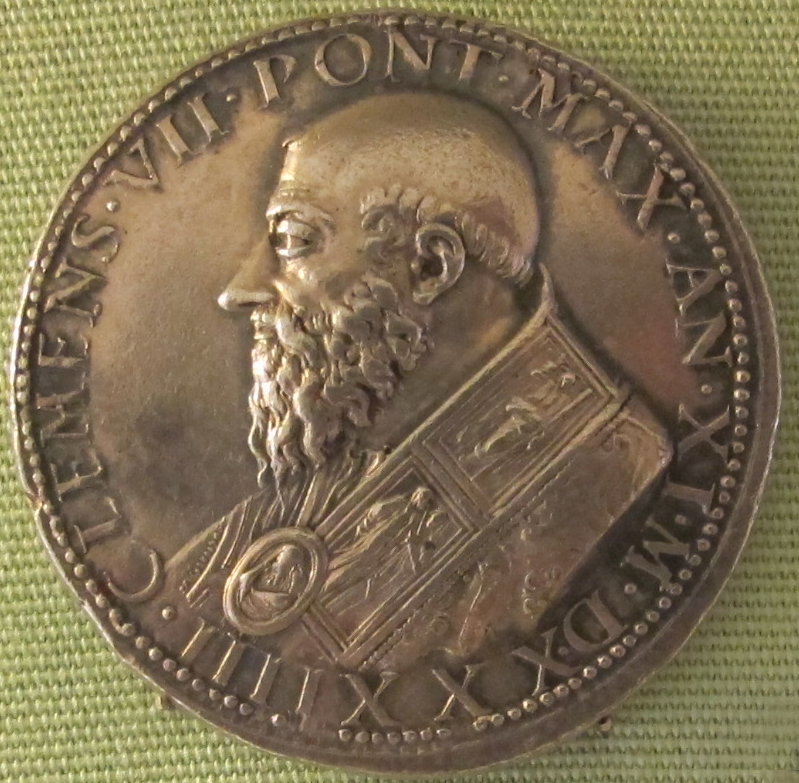
Benvenuto Cellini, medaglia di Clemente VII.

Il patto fu stretto il 22 maggio 1526 a Cognac sur la Charente. Vi presero parte: Clemente VII, Francesco I, Firenze, Venezia e Francesco II Sforza. Scopo della lega era liberare l'Italia dagli imperiali. I confederati si obbligarono a mettere insieme 2.500 cavalieri, 3.000 cavalli e 30.000 fanti; Francesco I avrebbe dovuto mandare un esercito in Lombardia e un altro in Spagna, mentre i veneziani e il pontefice avrebbero dovuto invadere il regno di Napoli con una flotta di ventotto navi. Cacciati gli spagnoli da Napoli, il papa avrebbe dovuto mettere sul trono napoletano un principe italiano, che avrebbe dovuto pagare al re di Francia un canone annuo di 75.000 fiorini.
Francesco I non tenne mai fede ai patti e, per tutto il 1526, non partecipò alle operazioni, preferendo trattare direttamente con Carlo V il riscatto dei suoi due figli, dati in ostaggio a seguito del Trattato di Madrid (1526).
Il papa, vedendo che gli alleati non rispettavano i patti, concluse una tregua separata di otto mesi con l'imperatore. Scaduti gli otto mesi, l'imperatore riprese la guerra. Il suo esercito, comandato da Georg von Frundsberg e Carlo III di Borbone, non riuscì a forzare le difese milanesi. Le truppe, esasperate per la mancanza dei pagamenti, minacciarono più volte i loro comandanti, i quali si risolsero a rinunciare a Milano e a dirigersi verso il centro Italia in cerca di bottino. Il 7 marzo von Frundsberg, colpito da infarto, dovette abbandonare il comando, che passò interamente a Carlo III di Borbone. Il 31 marzo 1527 l'armata passò il Po, scese verso Bologna e attraverso l'Appennino giungendo in Toscana. Le truppe della Lega Santa, comandate da Francesco Maria I Della Rovere e dal marchese di Saluzzo, si accamparono vicino a Firenze per proteggere la città dall'esercito invasore, ma questo effettuò una manovra aggirante: attraversò il territorio di Arezzo, quello di Siena, poi si diresse verso Roma. Lungo il tragitto gli imperiali devastarono Acquapendente e San Lorenzo alle Grotte, occuparono Viterbo e Ronciglione. Il 5 maggio gli invasori giunsero sotto le mura di Roma, difesa da una milizia piuttosto ridotta comandata da Renzo da Ceri (Lorenzo Orsini).
La soldataglia germanica che si era mossa al seguito dell'esercito imperiale si pose al di fuori del suo controllo. All'arrivo a Roma i "Lanzichenecchi" erano allo stremo, male armati e devastati dalla peste, che cominciava a diffondersi anche tra i romani. Morto durante l'assalto il Borbone, ogni gruppo di combattimento gestì in maniera autonoma le operazioni. I lanzichenecchi, per la maggior parte protestanti, erano esasperati dalla lunga spedizione per la quale non erano stati pagati e, mossi da odio contro la Chiesa Cattolica, si riversarono su Roma. Dopo un assedio reso vano dalla mancanza di bocche da fuoco, per una situazione fortuita, gli imperiali riuscirono a penetrare dalla sponda nord del Tevere. L'assalto alle mura del Borgo ebbe inizio la mattina del 6 maggio 1527 e si concentrò tra il Gianicolo e il Vaticano. Per essere di esempio ai suoi, Carlo III di Borbone fu tra i primi ad attaccare, ma mentre saliva su una scala fu colpito a morte da una palla d'archibugio. La sua morte accrebbe l'impeto degli assalitori che, a prezzo di gravi perdite, riuscirono a entrare in città. Caduto il Borbone, salì in posizione di comando Filiberto di Chalon, principe d'Orange.
Le soldataglie fuori controllo devastarono e saccheggiarono completamente la città. Durante l'assalto Clemente VII, che non si era arreso al loro arrivo, si ritirò in preghiera nella cappella privata. Quando capì che la città era perduta, si rifugiò a Castel Sant'Angelo insieme ai cardinali, agli altri prelati di Curia e ad alcuni domestici e Sediari, grazie al sacrificio della Guardia Svizzera, che lo protesse a prezzo della vita. Nella medesima occasione si sacrificarono superiori e alunni del Collegio Capranica che, da allora, acquisì il titolo di "Almo". Questa vicenda è tristemente nota come il "sacco di Roma". Il saccheggio fu reso più crudele dall'appartenenza degli assalitori alla religione luterana, tanto che lo stesso imperatore ne rimase addolorato (forse per questo motivo la sua incoronazione, qualche anno dopo, venne celebrata a Bologna (seconda città dello Stato Pontificio) temendo la reazione dei romani).
Il 5 giugno il pontefice fu fatto prigioniero. Il 26 novembre vennero ratificati gli accordi con gli imperiali: come garanzia, l'imperatore ottenne "sei ostaggi, i porti di Ostia e Civitavecchia e le città di Forlì e Civita Castellana". In dicembre il Papa fu liberato dietro la promessa del pagamento di un pesante indennizzo. Dovette versare al principe d'Orange 400.000 ducati, di cui 100.000 immediatamente e il resto entro tre mesi; era inoltre pattuita la consegna di Parma, Piacenza e Modena. Clemente VII, per evitare di ottemperare alle condizioni imposte dall'imperatore, abbandonò Roma e, il 16 dicembre 1527, si ritirò a Orvieto e successivamente a Viterbo.

#### La pace con Carlo V

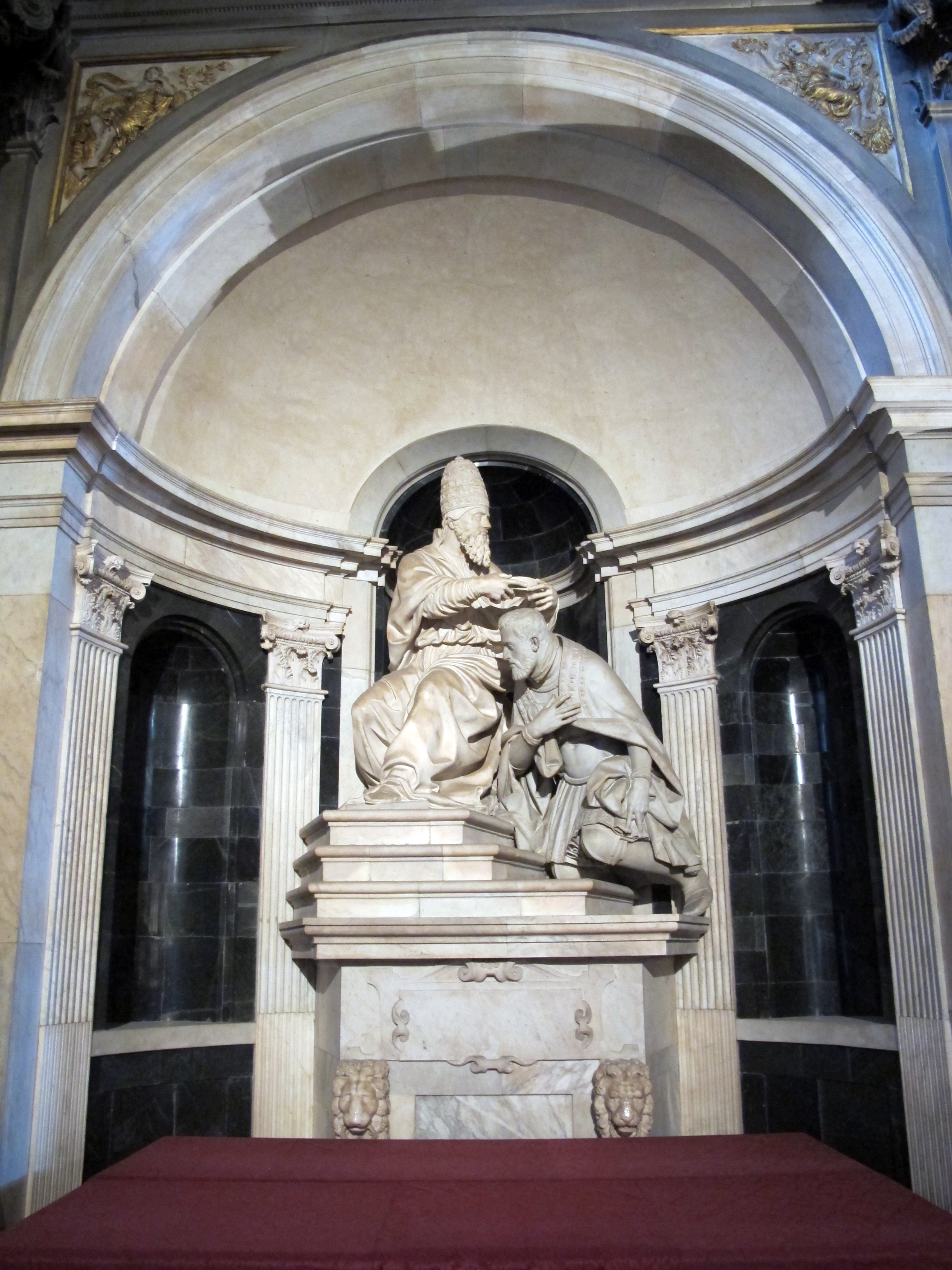
Clemente VII incorona Carlo V, Baccio Bandinelli, Salone dei Cinquecento, Palazzo Vecchio, Firenze

Carlo inviò un'ambasciata presso il papa per fare ammenda dell'episodio. E Clemente alla fine, non ritenendolo direttamente responsabile, lo perdonò. Dopo questi accordi, il 29 giugno del 1529, fu stipulata la Pace di Barcellona, secondo i termini della quale, il papa, il 24 febbraio 1530, incoronò a Bologna Carlo V imperatore, come segno di riconciliazione tra papato e impero. Carlo si impegnò a ristabilire a Firenze la signoria della famiglia Medici (di cui lo stesso Papa era membro), sciogliendo la repubblica fiorentina e a concedere la Borgogna a Francesco I, che in cambio prometteva di disinteressarsi degli affari italiani. Firenze fu consegnata ad Alessandro de' Medici (figlio illegittimo di Lorenzo), che sposò Margherita, figlia naturale di Carlo V.
Con i problemi della riforma che infuocavano la Germania, l'imperatore non si mosse dalla sua capitale e, con i turchi che imperversavano persino sul litorale laziale, il papa si riavvicinò alla Francia. Carlo V allora, con l'intenzione di rompere la nuova amicizia, propose al papa una lega di tutti gli stati italiani contro i turchi e gli suggerì di convocare un concilio per pacificare la Germania.
Clemente VII accolse di buon animo la proposta della lega, ma non accettò la proposta del concilio, temendo di fornire un'arma ai suoi avversari. L'unica cosa che fu disposto a concedere fu un accordo segreto, consacrato con la bolla del 24 febbraio 1533, in cui il papa si impegnava a convocare il concilio in data da destinarsi.
Nell'autunno del 1533 il papa celebrò le nozze tra la nipote Caterina de' Medici, figlia di Lorenzo II de' Medici, ed Enrico di Valois, secondogenito di Francesco I di Francia.

### Governo dello Stato pontificio
Il 25 gennaio 1525 Clemente VII concesse un indulto ai domenicani del Convento di Forlì per celebrare la messa del Beato Giacomo Salomoni ogni volta che, durante l'anno, la loro devozione li spingesse a farlo. Questo indulto è considerato importante nella storia delle celebrazioni ecclesiastiche, tanto da risultare come il più antico citato da Benedetto XIV nel documento De canonizatione.
Nel 1532 si impadronì, con un'abile manovra di copertura, della repubblica di Ancona: la costruzione a spese pontificie di una fortezza, in posizione dominante sulla città e sul porto, servì come cavallo di Troia per impadronirsi del potere nottetempo e soffocare sul nascere i tentativi di riprendere la libertà perduta. I denari pagati al papa dal cardinale che sarebbe stato il legato pontificio della città servirono a rimpinguare le casse papali depauperate dal sacco di Roma.

### Patrono di arti e scienze
Nei periodi in cui non dovette dedicarsi al governo della Chiesa, Clemente VII fu un generoso patrono delle arti. Spesso tenne i rapporti con gli artisti per mezzo del suo Guardarobiere e Maestro di Camera Pietro Giovanni Aliotti, costringendolo anche ad antipatici solleciti di consegna delle opere. Dell'Aliotti si lamentarono sia Michelangelo sia Benvenuto Cellini. Tornato a Roma dopo la permanenza a Orvieto, incaricò, inoltre, Michelangelo di affrescare la Cappella Sistina con il Giudizio universale, seguendone personalmente i lavori. A Loreto fece distruggere il muro di protezione della santa casa di Loreto, sostituito da un rivestimento in marmo.
Commentò e fece pubblicare tutte le opere di Ippocrate. Protesse l'erudito Giovanni Leone de' Medici, nato musulmano e battezzato da Leone X nel 1520. Il de' Medici dedicò al pontefice la sua opera più importante, la Descrittione dell'Africa et delle cose notabili che ivi sono (Venezia, 1550).
Nel 1531 Clemente VII fondò l'Università di Granada (Spagna) ed approvò la nomina dei docenti dell'Università di Ingolstadt (Baviera).

Venuto a conoscenza della teoria copernicana sul sistema solare, sapeva che uno dei più autorevoli tra i suoi sostenitori era il teologo tedesco Johann Albrecht Widmannstetter, suo segretario personale. Lo incaricò di tenere una lezione pubblica in Vaticano sul medesimo soggetto, la quale suscitò l'interesse sia del pontefice che dei cardinali presenti.

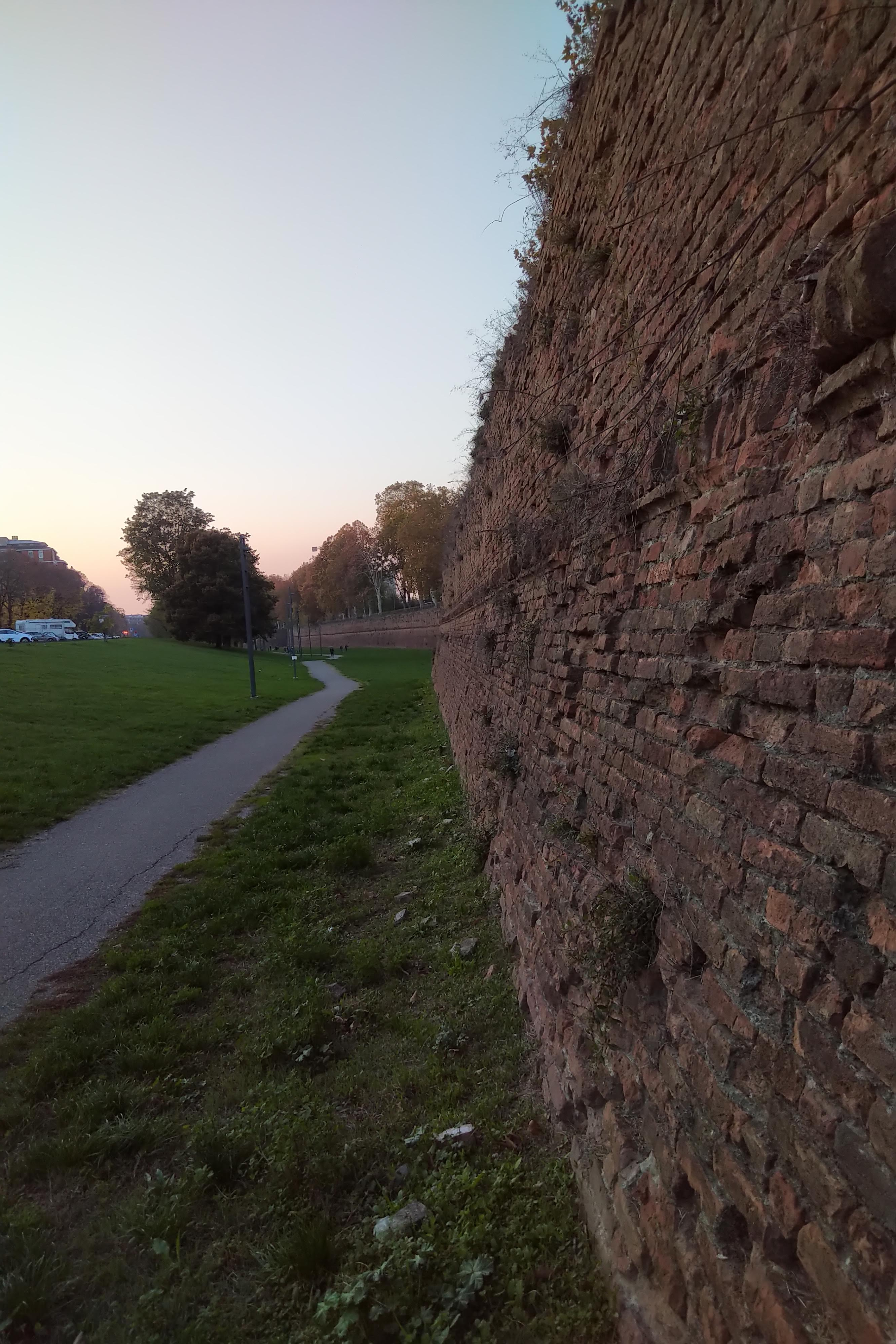
Resti della cinta muraria della città di Piacenza, costruita per volere di papa Clemente VII e terminata dai Farnese

Tra le opere realizzate a Roma, Clemente VII:
- sviluppò la Biblioteca Vaticana;
- continuò la costruzione della Basilica di San Pietro;
- portò a termine i lavori del Cortile di San Damaso e di Villa Madama.

## Morte e sepoltura

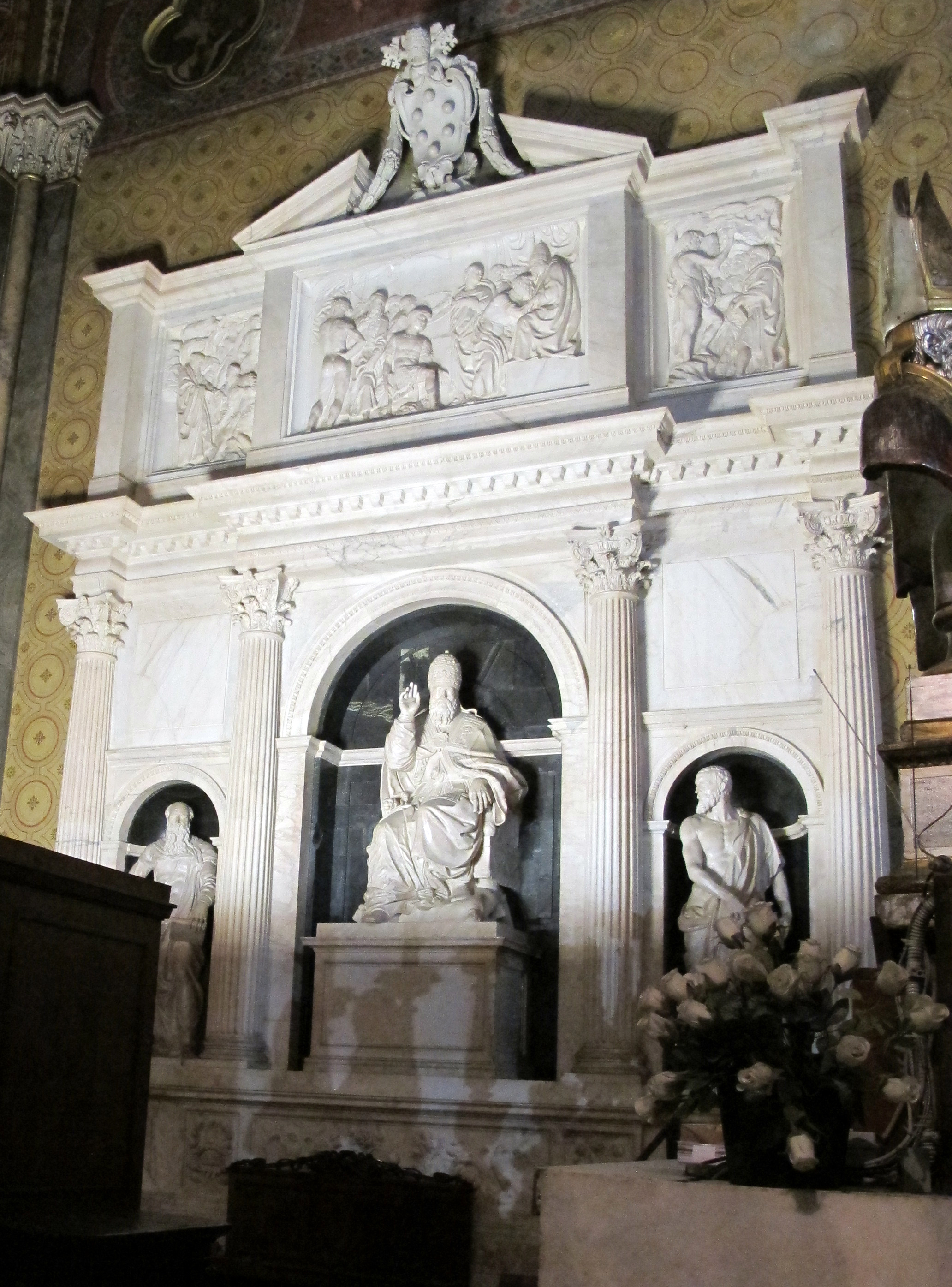
Tomba di papa Clemente VII nella basilica di Santa Maria sopra Minerva

Di ritorno dal matrimonio della nipote (1533), Clemente VII contrasse nuovamente la malattia che lo aveva colpito nel 1529 e che spesso tornava a visitarlo. Il papa morì a Roma il 25 settembre 1534, dopo aver mangiato un'amanita phalloides (un fungo mortale). Secondo un'altra teoria, suggerita dal divulgatore scientifico canadese Joe Schwarcz, Clemente VII potrebbe essere stato assassinato mettendo dell'arsenico in una candela che il papa avrebbe portato in una processione, inalandone i fumi altamente tossici.
Clemente VII venne sepolto in Santa Maria sopra Minerva. Il suo mausoleo fu collocato di fronte a quello del cugino Leone X e fu disegnato da Antonio da Sangallo il Giovane.

## Vita privata
Su Clemente girò il sospetto che Alessandro de' Medici fosse suo figlio. Questa circostanza è stata inizialmente smentita dallo storico ed esperto della famiglia de' Medici, Alfred von Reumont. Il cardinale Gasparo Contarini, solitamente ben informato, ha affermato che Alessandro era figlio naturale di Lorenzo Duca di Urbino. Tuttavia, gli studiosi e gli storici moderni tengono maggiormente in considerazione l'ipotesi della paternità di Clemente. In particolare, Ludwig von Pastor ritiene che il papa quando era ancora cardinale cedette più volte ai desideri della carne, anche se non successivamente all'elezione al soglio.

## Concistori per la creazione di nuovi cardinali
Papa Clemente VII durante il suo pontificato ha creato 33 cardinali nel corso di 14 distinti concistori.

## Diocesi erette da Clemente VII
- 19 giugno 1525 (bolla Pro excellenti praeminentia):
  - Diocesi di Campagna (comprendente la sola città di Campagna, sottratta all'Arcidiocesi di Salerno).
- 1529:
  - Diocesi di Santa Marta, comprendente il dipartimento colombiano di Magdalena (il territorio della diocesi fu ricavato dalla diocesi di Santo Domingo oppure da quella di Panamá).
- 16 marzo 1530 (bolla Pro excellenti)[14]:
  - Diocesi di Vigevano.
- 2 settembre 1530 (bolla Sacri Apostolorum Ministerio):
  - Diocesi del Messico (il territorio fu ricavato dalla Diocesi di Puebla).
- 21 giugno 1531 (bolla Pro excellenti praeminentia):
  - Diocesi del Venezuela.
- 31 gennaio 1533 (bolla Pro excellenti praeminentia):
  - Diocesi di Santiago di Capo Verde (comprende le isole sottovento dell'arcipelago di Capo Verde).

## Genealogia episcopale e successione apostolica
La genealogia episcopale è:
- Cardinale Guillaume d'Estouteville, O.S.B.Clun.
- Papa Sisto IV
- Papa Giulio II
- Cardinale Raffaele Riario
- Papa Leone X
- Papa Clemente VII

La successione apostolica è:
- Vescovo Jan Van Het Velde de Campo, O.Carm. (1523)
- Arcivescovo Olav Engelbrektsson (1523)
- Vescovo Lorenzo Toscani (1528)
- Arcivescovo Girolamo d'Ippolito, O.P. (1528)
- Vescovo Alfonso Tornabuoni (1530)
- Cardinale Francisco de los Ángeles Quiñones, O.F.M. (1531)
- Cardinale Antonio Sanseverino, O.S.Io.Hieros. (1531)
- Cardinale Francesco Corner (1531)
- Cardinale Giovanni Domenico De Cupis (1531)

## Ascendenza
|                     |  |                            | Genitori              |  |  | Nonni |  |  | Bisnonni          |  |  | Trisnonni                    |  |
|                     |  |                            |                       |  |  |       |  |  | Cosimo de' Medici |  |  | Giovanni di Bicci de' Medici |  |
|                     |  |                            |                       |  |  |       |  |  | Cosimo de' Medici |  |  | Giovanni di Bicci de' Medici |  |
|                     |  | Piccarda Bueri             |                       |  |  |       |  |  | Cosimo de' Medici |  |  |                              |  |
| Piero de' Medici    |  |                            |                       |  |  |       |  |  | Cosimo de' Medici |  |  |                              |  |
|                     |  | Contessina de' Bardi       | Alessandro de' Bardi  |  |  |       |  |  |                   |  |  |                              |  |
|                     |  | Contessina de' Bardi       | Alessandro de' Bardi  |  |  |       |  |  |                   |  |  |                              |  |
|                     |  | Contessina de' Bardi       | Emilia Pannocchieschi |  |  |       |  |  |                   |  |  |                              |  |
| Giuliano de' Medici |  | Contessina de' Bardi       |                       |  |  |       |  |  |                   |  |  |                              |  |
|                     |  | Francesco Tornabuoni       | Simone Tornabuoni     |  |  |       |  |  |                   |  |  |                              |  |
|                     |  | Francesco Tornabuoni       | Simone Tornabuoni     |  |  |       |  |  |                   |  |  |                              |  |
|                     |  | Francesco Tornabuoni       |                       |  |  |       |  |  |                   |  |  |                              |  |
| Lucrezia Tornabuoni |  | Francesco Tornabuoni       |                       |  |  |       |  |  |                   |  |  |                              |  |
|                     |  | Selvaggia degli Alessandri | Maso degli Alessandri |  |  |       |  |  |                   |  |  |                              |  |
|                     |  | Selvaggia degli Alessandri | Maso degli Alessandri |  |  |       |  |  |                   |  |  |                              |  |
|                     |  | Selvaggia degli Alessandri | Nanna Cavalcanti      |  |  |       |  |  |                   |  |  |                              |  |
| Papa Clemente VII   |  | Selvaggia degli Alessandri |                       |  |  |       |  |  |                   |  |  |                              |  |
|                     |  |                            |                       |  |  |       |  |  |                   |  |  |                              |  |
|                     |  |                            |                       |  |  |       |  |  |                   |  |  |                              |  |
|                     |  |                            |                       |  |  |       |  |  |                   |  |  |                              |  |
| Antonio Gorini      |  |                            |                       |  |  |       |  |  |                   |  |  |                              |  |
|                     |  |                            |                       |  |  |       |  |  |                   |  |  |                              |  |
|                     |  |                            |                       |  |  |       |  |  |                   |  |  |                              |  |
|                     |  |                            |                       |  |  |       |  |  |                   |  |  |                              |  |
| Fioretta Gorini     |  |                            |                       |  |  |       |  |  |                   |  |  |                              |  |
|                     |  |                            |                       |  |  |       |  |  |                   |  |  |                              |  |
|                     |  |                            |                       |  |  |       |  |  |                   |  |  |                              |  |
|                     |  |                            |                       |  |  |       |  |  |                   |  |  |                              |  |
|                     |  |                            |                       |  |  |       |  |  |                   |  |  |                              |  |
|                     |  |                            |                       |  |  |       |  |  |                   |  |  |                              |  |
|                     |  |                            |                       |  |  |       |  |  |                   |  |  |                              |  |
|                     |  |                            |                       |  |  |       |  |  |                   |  |  |                              |  |
|                     |  |                            |                       |  |  |       |  |  |                   |  |  |                              |  |